# فرناندو نونيز لازارو
فرناندو نونيز لازارو (بالإسبانية: Fernando Núñez Lázaro) (28 يونيو 1978 ببرشلونة في إسبانيا - ) هو لاعب كرة قدم إسباني في مركز الدفاع. لعب مع إسبانيول ونادي ماتارو وAE Prat ‏ ونادي فيغيراس ‏ ونادي أوروبا (إسبانيا).

## وصلات خارجية
- فرناندو نونيز لازارو على موقع قاعدة بيانات كرة القدم.إي يو (الإنجليزية)